# Tumbabiro
Tumbabiro ist eine Parroquia rural („ländliches Kirchspiel“) im Kanton San Miguel de Urcuquí der ecuadorianischen Provinz Imbabura. Die Parroquia besitzt eine Fläche von 37,04 km². Die Einwohnerzahl lag im Jahr 2010 bei 1627.

## Lage
Die Parroquia Tumbabiro liegt in den westlichen Anden im Norden von Ecuador. Das Gebiet liegt in Höhen zwischen 1800 m und 3400 m. Das Verwaltungsgebiet wird nach Osten zum Río Mira entwässert. Das Areal wird im Norden von der Quebrada Cachiyacu begrenzt, im Süden von der Quebrada Añaruro und dem Río Pigunchuela. Der etwa 2100 m hoch gelegene Hauptort befindet sich 5 km nördlich vom Kantonshauptort Urcuquí sowie 13,5 km nordnordwestlich der Provinzhauptstadt Ibarra.
Die Parroquia Tumbabiro grenzt im Osten an die Parroquia Salinas (Kanton Ibarra), im Süden an die Parroquia Urcuquí sowie im Norden an die Parroquia Pablo Arenas.

## Orte und Siedlungen
In der Parroquia gibt es neben dem Hauptort (cabecera parroquial) Tumbabiro folgende Comunidades: Ajumbuela, Chiriyacu, Cruztola und La Delicia de San Francisco.

## Geschichte
Die Parroquia Tumbabiro wurde am 30. August 1869 im Kanton Ibarra gegründet. Am 9. Februar 1984 wurde die Parroquia dem neu geschaffenen Kanton San Miguel de Urcuquí zugeschlagen.